# Paul Krebs
Pour les articles homonymes, voir Krebs.
Paul Krebs, parfois écrit Paul Krebbs, né le 25 juin 1914 à Mulhouse et mort le 16 juillet 1978 à Créteil, est un footballeur franco-suisse.

## Carrière
Paul Krebs grandit à Mulhouse. Il est suisse par son père. Élève turbulent, il rentre cependant dans l’École supérieure de filature, comme son frère, et en est diplômé en 1933.
En parallèle, il brille comme jeune footballeur au Cercle athlétique de Mulhouse, un modeste club qui crée cependant l’événement en éliminant une des meilleures équipes du pays, l'Olympique de Marseille (4-0) lors de la Coupe de France de football 1932-1933, avant de s'incliner face au Racing Club de Paris.
Le Football Club de Mulhouse, principal club de la région, passé au professionnalisme, le recrute en 1933. En septembre 1933, il se fait naturaliser français, mais demande à conserver sa nationalité suisse. Il est alors considéré comme un grand espoir, particulièrement habile techniquement. Les Alsaciens finissent 3e de leur poule de deuxième division en 1933-1934, et gagnent le droit de remonter dans l'élite après un passage en barrage. 

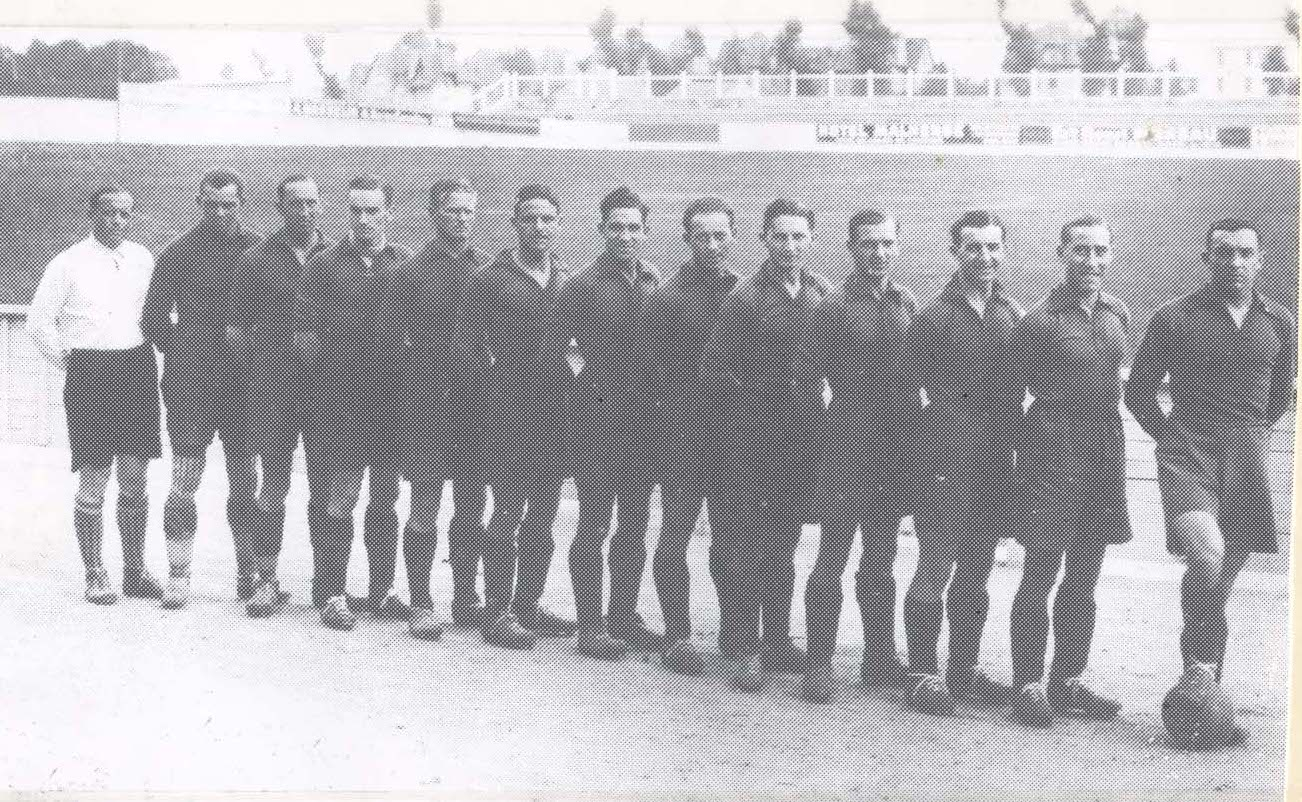
Groupe professionnel caennais pour la saison 1934-1935. Krebs est le 5e en partant de la droite.

En fin de saison, il est recruté par le Stade Malherbe caennais, qui se lance à son tour dans le professionnalisme. Lors de son premier match en Normandie, en août 1934, il marque le but de la première victoire des bas-normands au niveau professionnel, contre le FC Metz. Il joue au moins 21 matchs de championnat dans la saison et marque à quatre reprises, les Caennais terminant au 11e rang.
La saison suivante, en 1935-1936, il signe au Havre Athletic Club, toujours en Division 2. Mais il se blesse sérieusement et doit être hospitalisé fin 1935. En 1936-1937, il doit faire son service militaire, à Altkirch. 
Il reprend ensuite sa carrière de footballeur, au FC Mulhouse en fin de saison 1936-1937, en première division, puis la saison suivante en deuxième. Il signe à l'AS Troyes Sainte-Savine pour la saison 1938-1939, toujours en deuxième division, puis au Sporting Club fivois, en août 1939. La Seconde guerre mondiale interrompt les compétitions et met fin à sa carrière de footballeur.
Il semble qu'il se soit installé par la suite dans la région de Troyes. Il meurt en région parisienne en 1978, à 64 ans. 